# José Manuel Imbamba

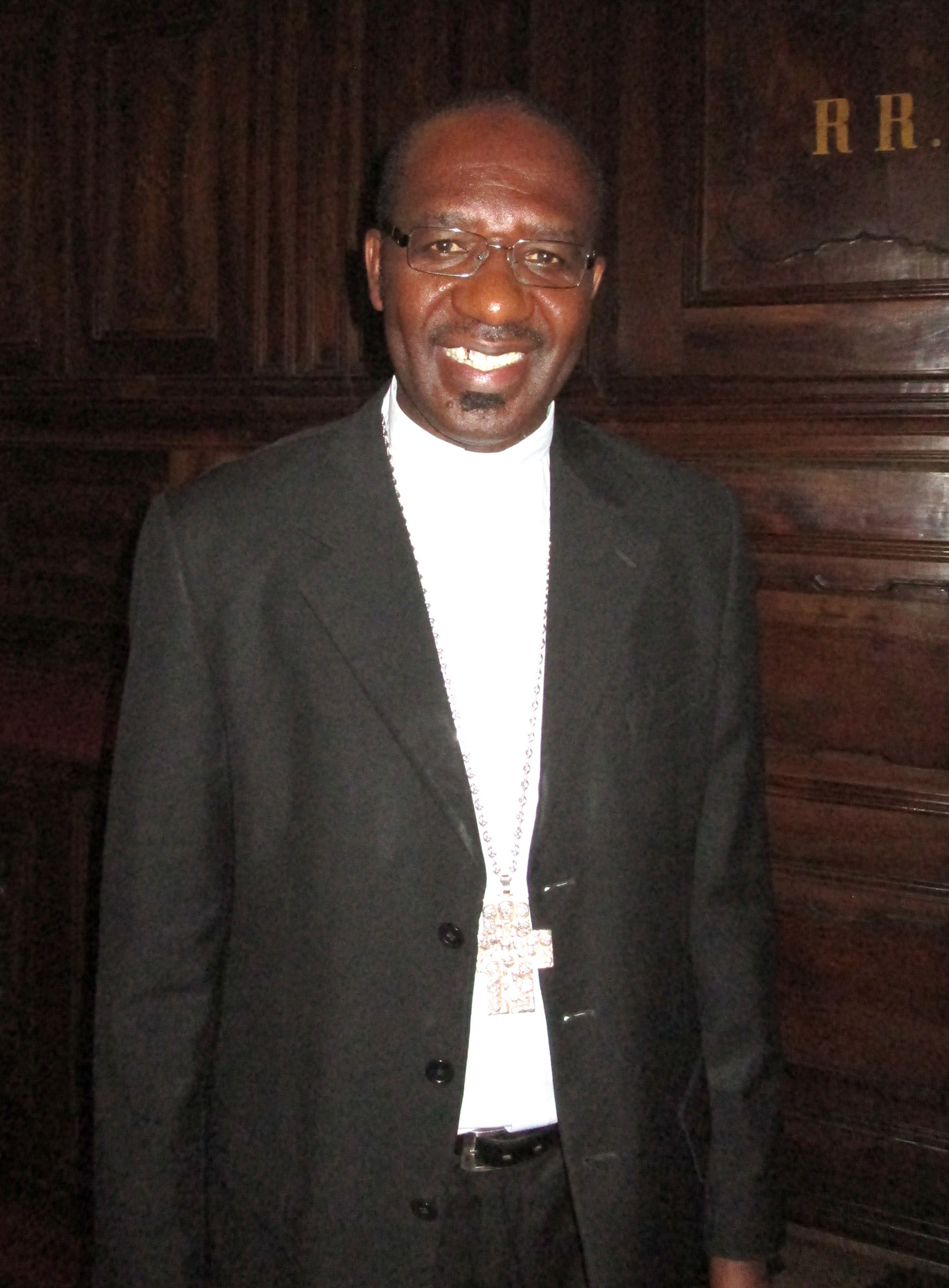
José Manuel Imbamba (2015)

Wappen von José Manuel Imbamba

José Manuel Imbamba (* 7. Januar 1965 in Boma, Provinz Moxico) ist Erzbischof von Saurimo in Angola.

## Leben
José Manuel Imbamba wurde in der Stadt Boma, Provinz Moxico und Diözese Lwena geboren. Sein Studium der Theologie und Philosophie in Luanda schloss er 1991 ab und wurde am 29. Dezember desselben Jahres zum ersten Priester der Diözese Lwena geweiht.
Nach der Weihe war er von 1992 bis 1995 Pfarrer an der Kathedralkirche und verantwortlich für die diözesane Caritas. Danach setzte er seine Studien an der Fakultät für Philosophie an der Päpstlichen Universität Urbaniana in Rom fort. Danach wurde er 1999 zum Generalvikar und Direktor des Pastoralsekretariates der Diözese ernannt. Zugleich war er Dozent der Philosophie und der portugiesischen Sprache.
Ab 2001 wurde er Generalsekretär der katholischen Universität von Luanda und Professor für Philosophie am Seminar von Luanda.
Papst Benedikt XVI. ernannte ihn am 6. Oktober 2008 zum Bischof von Dundo. Die Bischofsweihe spendete ihm der Bischof von Cabinda, Filomeno do Nascimento Vieira Dias, am 14. Dezember desselben Jahres. Mitkonsekratoren waren der Erzbischof von Luanda, Damião António Franklin, und der Apostolische Nuntius in Angola, Erzbischof Giovanni Angelo Becciu. Die Amtseinführung im Bistum Dundo fand am 11. Januar 2009 statt.
Am 12. April 2011 wurde er zum Erzbischof von Saurimo ernannt und am 31. Juli desselben Jahres in das Amt eingeführt.